# Bytown
Bytown est l'ancien nom de la ville d'Ottawa (Ontario), la capitale du Canada. Elle est fondée le 26 septembre 1826, constituée en ville le 1er janvier 1850, et remplacée par la ville d'Ottawa à la suite de l'incorporation de celle-ci le 1er janvier 1855. La fondation de Bytown est marquée par une première pelletée de terre et une lettre du gouverneur général Dalhousie autorisant le lieutenant-colonel John By à diviser la ville en lots. Bytown est née de la construction du canal Rideau et s'est développée en grande partie grâce au commerce du bois de la rivière des Outaouais . Le premier maire de Bytown est John Scott, qui est élu en 1847.

## Aperçu
L'emplacement original de Bytown se situe à la rencontre du canal Rideau et de la rivière des Outaouais. La ville était composée de deux parties centrées autour du canal : la Haute-Ville et la Basse-Ville. La Haute-Ville, située à l'ouest du canal, était située dans le secteur de l'actuel centre-ville et de la colline du Parlement . La Basse-Ville se trouvait du côté est du canal, là où se trouvent aujourd'hui le marché By et le secteur général de la Basse-Ville. Les deux quartiers de la ville étaient reliés par le pont des Sapeurs, construit en 1827 au-dessus du canal Rideau.
La ville doit son nom à John By qui, en tant que lieutenant-colonel des Royal Engineers britanniques, a joué un rôle déterminant dans la construction du canal. Le nom « Bytown » est né d'une « référence plaisante » faite lors d'un petit dîner entre officiers, et il apparaît dans la correspondance officielle datée de 1828.

Plan de Bytown, 1842 1. La colline du Parlement s'appelait alors Barracks Hill 2. Rue Wellington 3. Rue Lyon (anciennement rue Sally)4. 6, rue Kent. Rue Sparks. 7. Cimetière de Barracks' Hill. Le canal Rideau est en haut à droite. La rue Vittoria s'étendait d'est en ouest entre Lyon et Kent. La rue Wellington était incomplète; un chemin contournait la colline, menant au pont Sappers au-dessus du canal.

Joseph Bouchette écrit au cours de l'été 1828 :
«Les rues sont tracées avec beaucoup de régularité et d'une largeur libérale qui contribuera désormais à la commodité, à la salubrité et à l'élégance du lieu. Le nombre de maisons construites actuellement est d'environ 150, dont la plupart sont construites en bois ; souvent dans un style de propreté et de goût qui fait honneur aux habitants. Sur les rives élevées de la baie, l'hôpital, un vaste bâtiment en pierre et trois casernes se dressent ; presque à leur niveau et sur le côté est de la baie, se trouve la résidence du colonel By, commandant du génie royal à cette station.»
Le colonel By a dessiné le tracé des rues de Bytown. Le modèle existe encore aujourd'hui. Les rues Wellington, Rideau, Sussex et Sparks furent parmi les premières à être utilisées. À cette époque, le pont des Sapeurs reliait en fait la rue Sparks à la rue Rideau. Nicholas Sparks possédait les terres de Bytown à l'ouest du canal, à l'exception des terres au nord de Wellington, qui étaient considérées comme des terres « d'artillerie ». La zone allant de l'est de Bank Street jusqu'au canal a été acquise par l'armée et n'a pas été utilisée à des fins d'habitation pendant environ deux décennies. Elle a ensuite été restituée à Nicholas Sparks.
Le commerce du bois de la rivière des Outaouais a stimulé la croissance de Bytown. Elle a vu un afflux d'immigrants, puis d'entrepreneurs espérant tirer profit du bois équarri qui serait transporté par flottaison sur la rivière des Outaouais jusqu'à Québec, . Bytown a connu quelques troubles au début de son existence, d'abord avec la guerre des Shiners de 1835 à 1845, et ensuite lors de l'émeute du Stony Monday en 1849.
Certains des premiers bâtiments érigés à Bytown sont encore debout. Ainsi le musée Bytown est installé dans le batiment du commissariat que Thomas McKay fut chargé de construire en 1826. McKay a également construit Rideau Hall (qui a depuis été agrandi) et des parties du pont Union reliant les plaines LeBreton à Hull. La basilique-cathédrale Notre-Dame a également été construite très tôt dans la ville qui se développait. L'Université d'Ottawa a vu le jour en 1846 en tant que collège et a reçu son emplacement actuel en 1856.

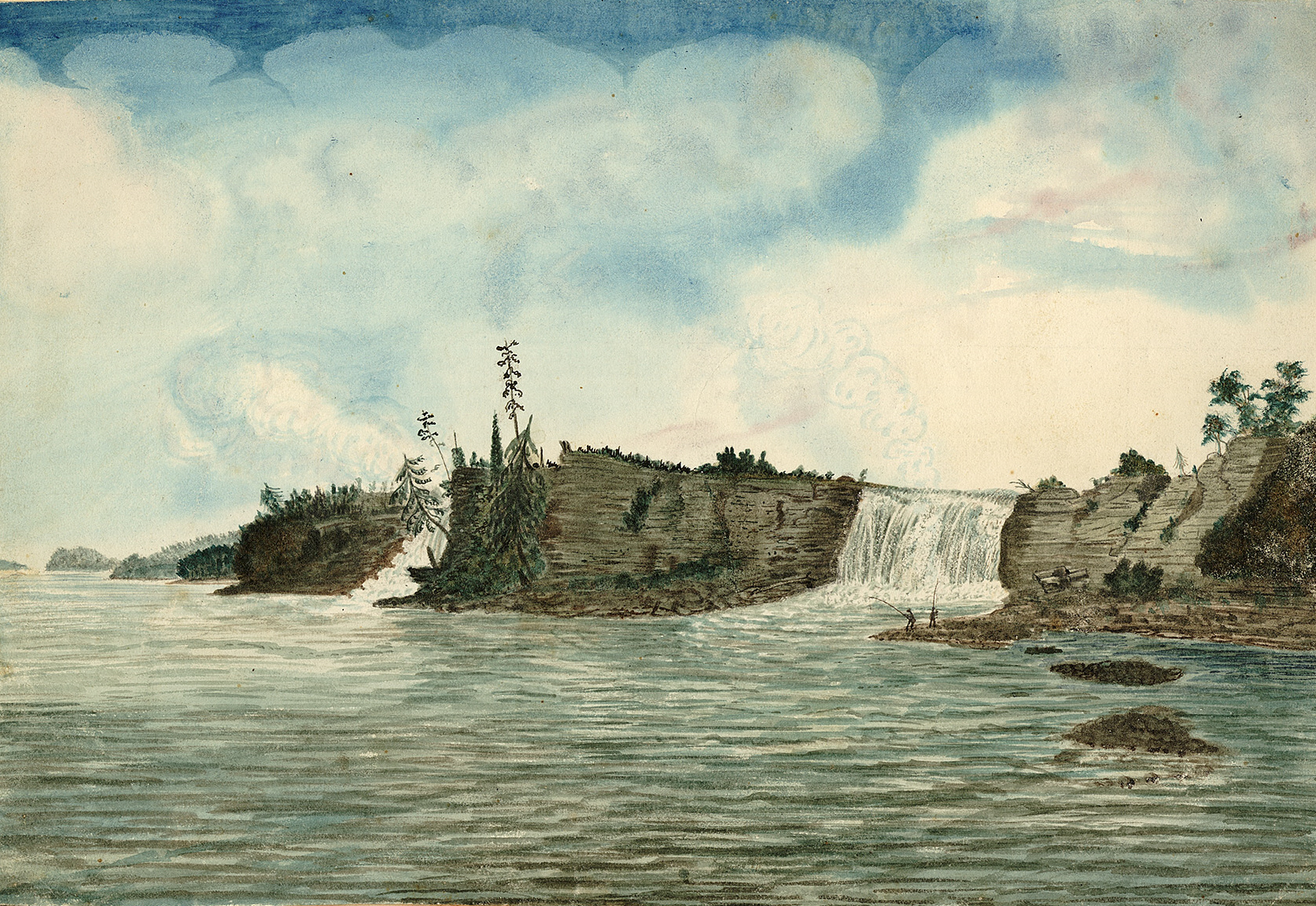
Chutes de la rivière Rideau, sur la rivière des Outaouais, 1826, par Thomas Burrowes
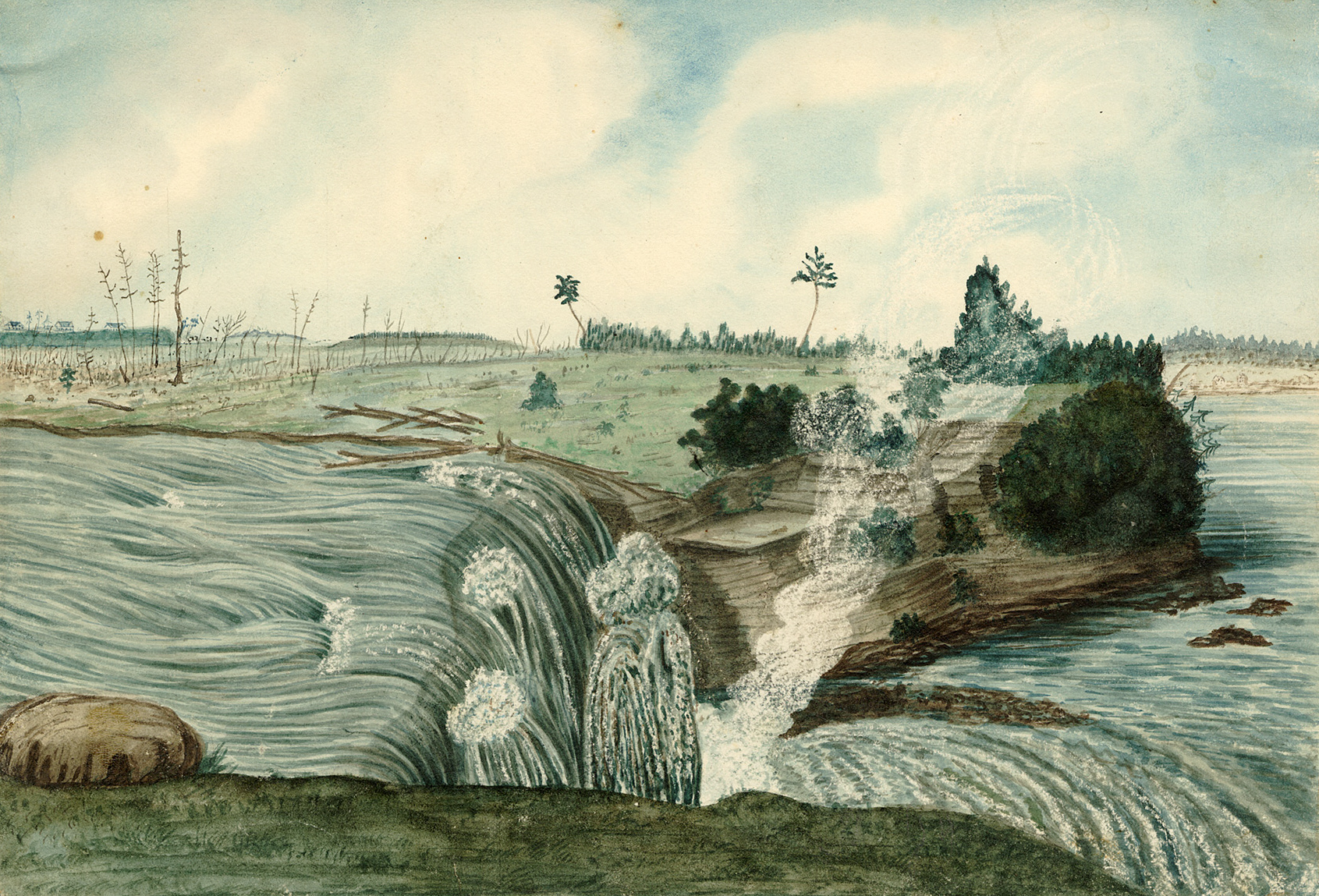
Chutes occidentales et mineures de la rivière Rideau; Barrack Hill et Upper Bytown au loin à gauche, 1826 par Thomas Burrowes
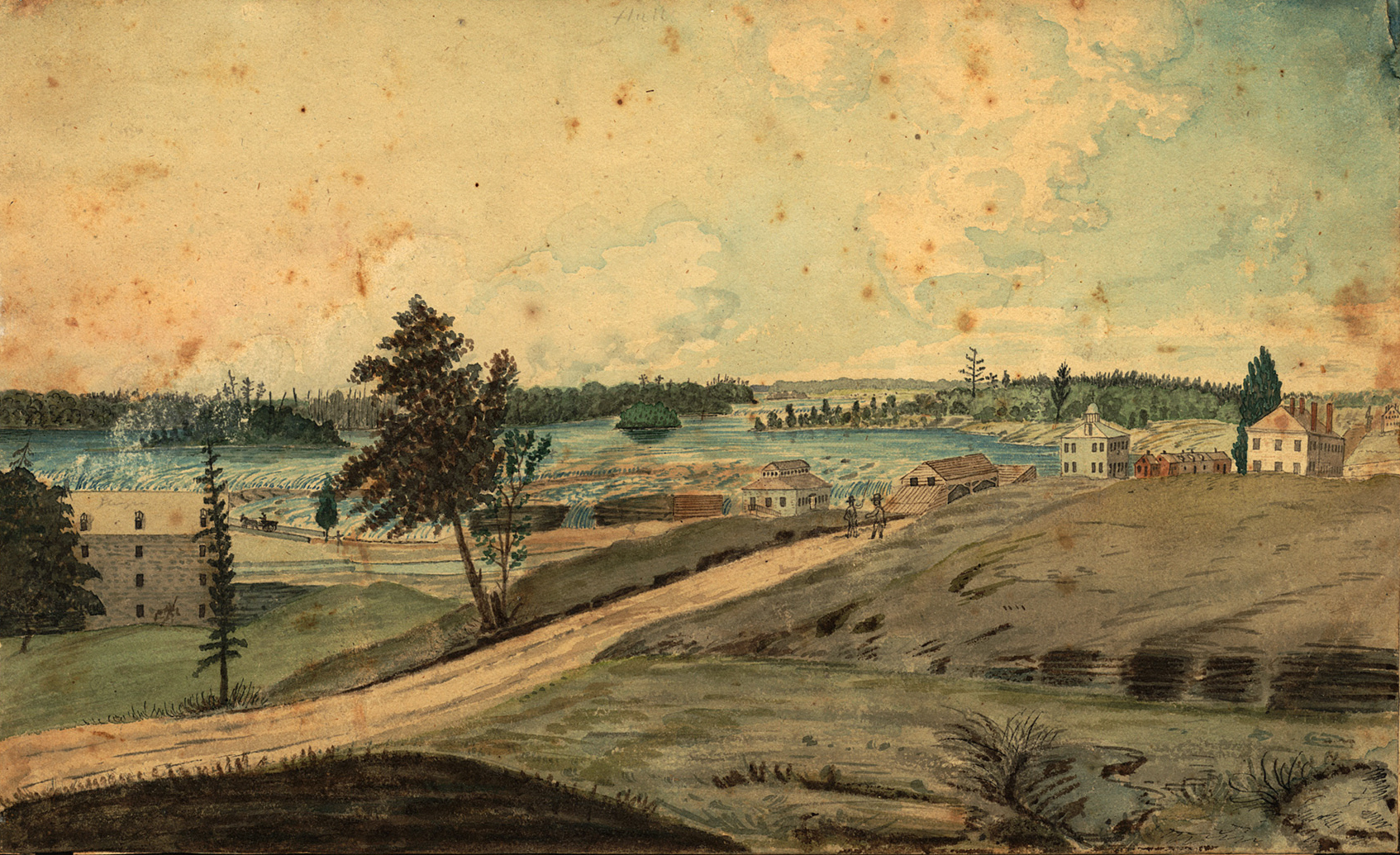
Hull (Bas-Canada), sur la rivière des Outaouais; aux chutes de la Chaudière, 1830 par Thomas Burrowes
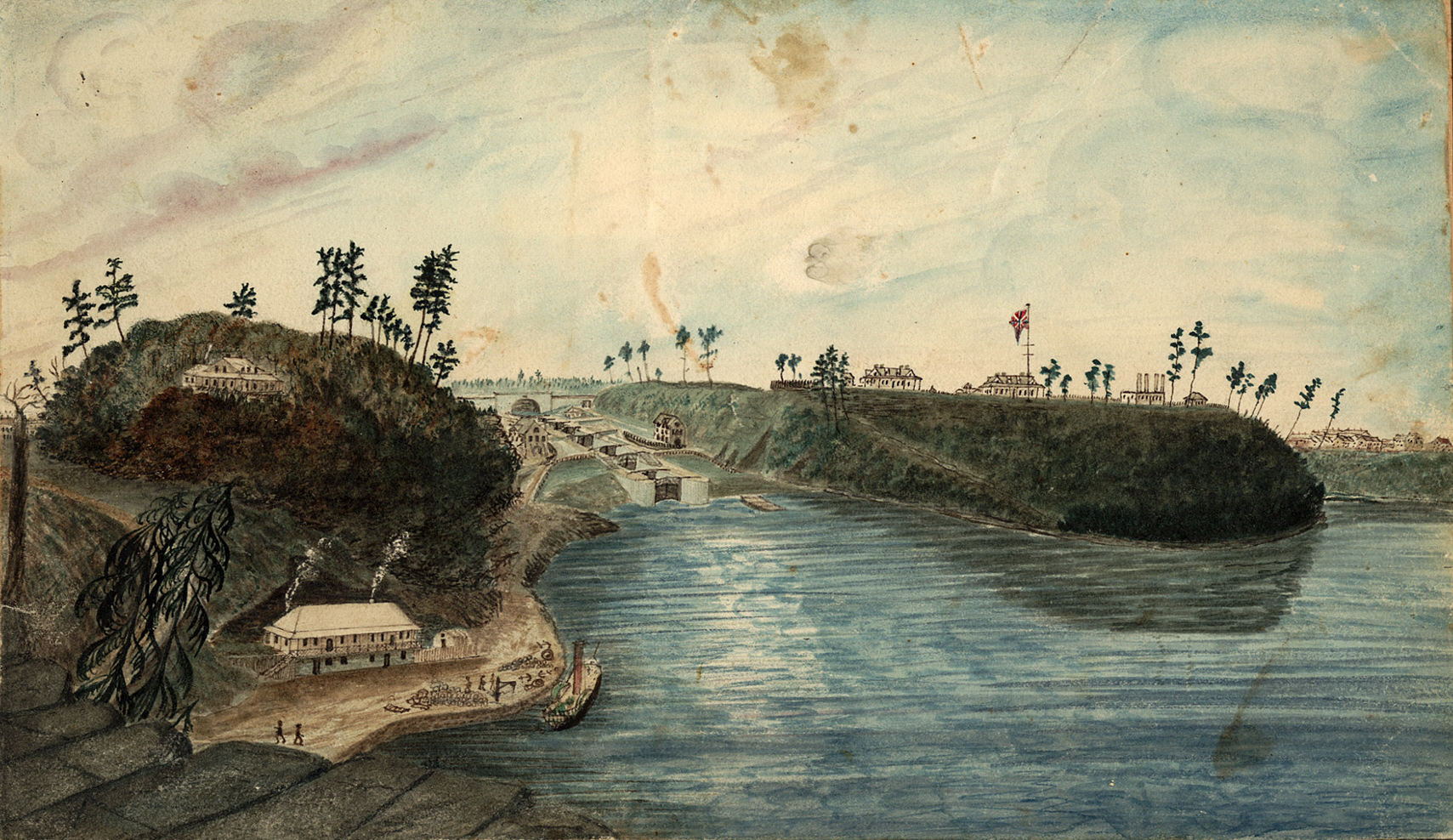
Les huit premières écluses du canal Rideau, l'entrée nord de la rivière des Outaouais, 1834 par Thomas Burrowes
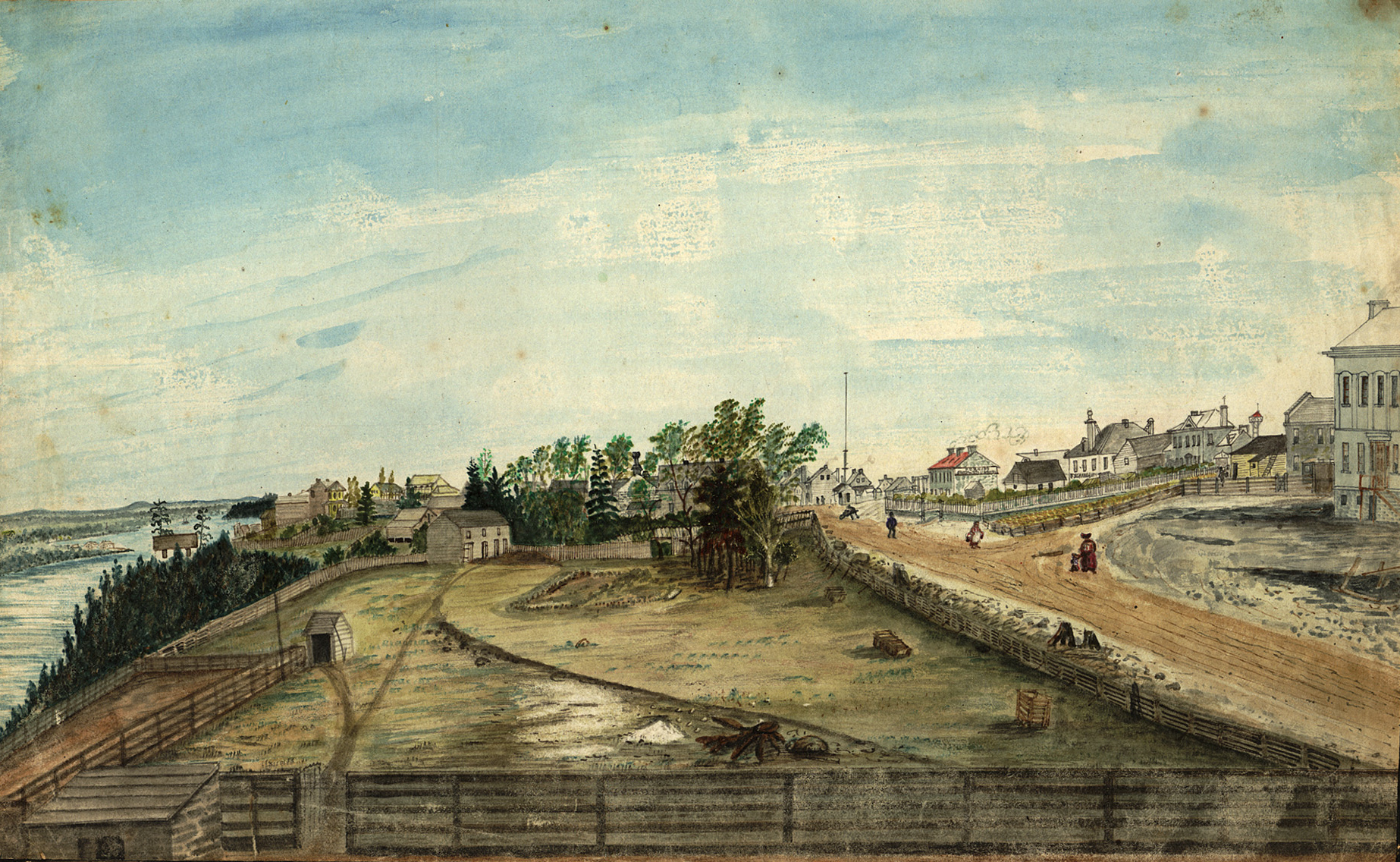
Vue de l'extrémité ouest de la rue Wellington, Upper Bytown, regardant vers l'est en direction de la Basse-Ville en 1845 par Thomas Burrowes
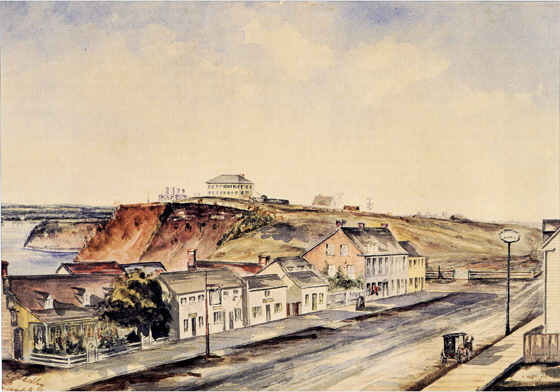
Bytown en 1853. La caserne militaire au sommet de la colline était occupée par la compagnie « A » du Royal Canadian Rifle Regiment, qui abrite aujourd'hui la Colline du Parlement .

Bien que des autorités civiles aient assuré l'administration de Bytown depuis 1828, la ville n'a été incorporée que beaucoup plus tard. Diverses tentatives d’incorporation avaient été lancées à partir de 1845. Le département de l'artillerie possédait des terres au cœur de la ville (séparant la haute ville de la basse ville) qui avaient été la propriété de Nicholas Sparks. Beaucoup considéraient que le statut de ces terres bloquait le progrès économique et qu'elles n’étaient détenues qu'à des fins spéculatives. Lorsque l'Artillerie a finalement restitué les terres à Sparks par le biais du Vesting Act, le principal obstacle à l'incorporation a été supprimé. Bytown a été initialement incorporée le 28 juillet 1847 avec l'approbation de l'Assemblée législative et du gouverneur, mais la reine l'a finalement rejetée, probablement en raison d'une menace perçue pour l'artillerie. Une loi de l'Assemblée législative a facilité l'incorporation des municipalités et, le 1er janvier 1850, Bytown a été constituée.

## Débarcadère de Richmond

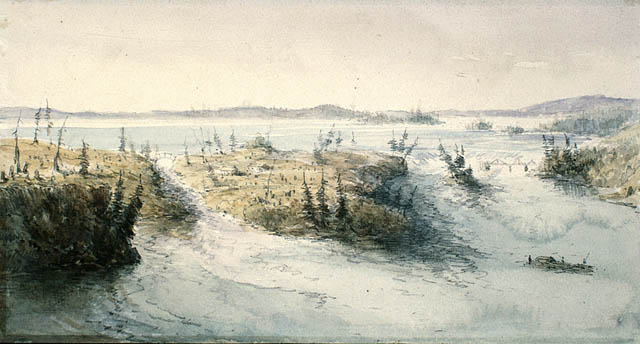
Les chutes Chaudière et l'île Chaudière en 1838 avant la construction du barrage.

Richmond Landing était une petite colonie fondée en 1809 avec le magasin de Jehiel Collins, qui a précédé Bytown dans l'actuelle Ottawa . Elle était située juste au sud de l'île Victoria, à l'est de l'actuel pont du Portage, dans les plaines LeBreton. La ville de Wright ( Hull, Québec ), juste de l'autre côté de la rivière des Outaouais, également près des chutes des Chaudières, avait déjà été fondée à cette époque.
Collins a construit une cabane en rondins et un magasin , sur la rive sud de la rivière des Outaouais, près de la région des chutes Chaudière. Plus tard, la propriété fut acquise par un assistant du magasin, Caleb T. Bellows. Collins est considéré comme le premier colon de ce qui allait devenir Bytown,. En 1819, la première taverne exploitée dans la petite colonie est ouverte par les Firth.
La colonie est nommée Bellows Landing jusqu'à l'automne 1818, lorsqu'un groupe de colons responsables de la création d'une nouvelle route vers Richmond, en Ontario, y séjourne. La route devient Richmond Road et Richmond Landing a acquiert son nom. Le sergent Hill a dirigé la création du chemin Richmond, la première artère d'Ottawa,  une route qui contenait des souches d'arbres et dont l'origine se situait probablement à un sentier de portage contournant les chutes de la Chaudière.
Richmond Landing était une zone où voyageurs qui se rendaient à Richmond et en revenaient pouvaient accoster et recevoir de la correspondance et des fournitures du monde extérieur. Une taverne construite en 1819, dont l'existence est démontrée dans premières cartes de Bytown, et dont l'emplacement est actuellement couvert par le côté est du Musée canadien de la guerre, a été fouillée avant la construction du musée. Les premières cartes montrent également l'emplacement des bâtiments et d'un magasin gouvernemental, construits plus tard. Les premiers colons avaient demandé la construction de bâtiments pour stocker des objets qui étaient auparavant laissés à proximité ou sur le quai par les bateaux fournissant des articles aux colonies.

## Corktown

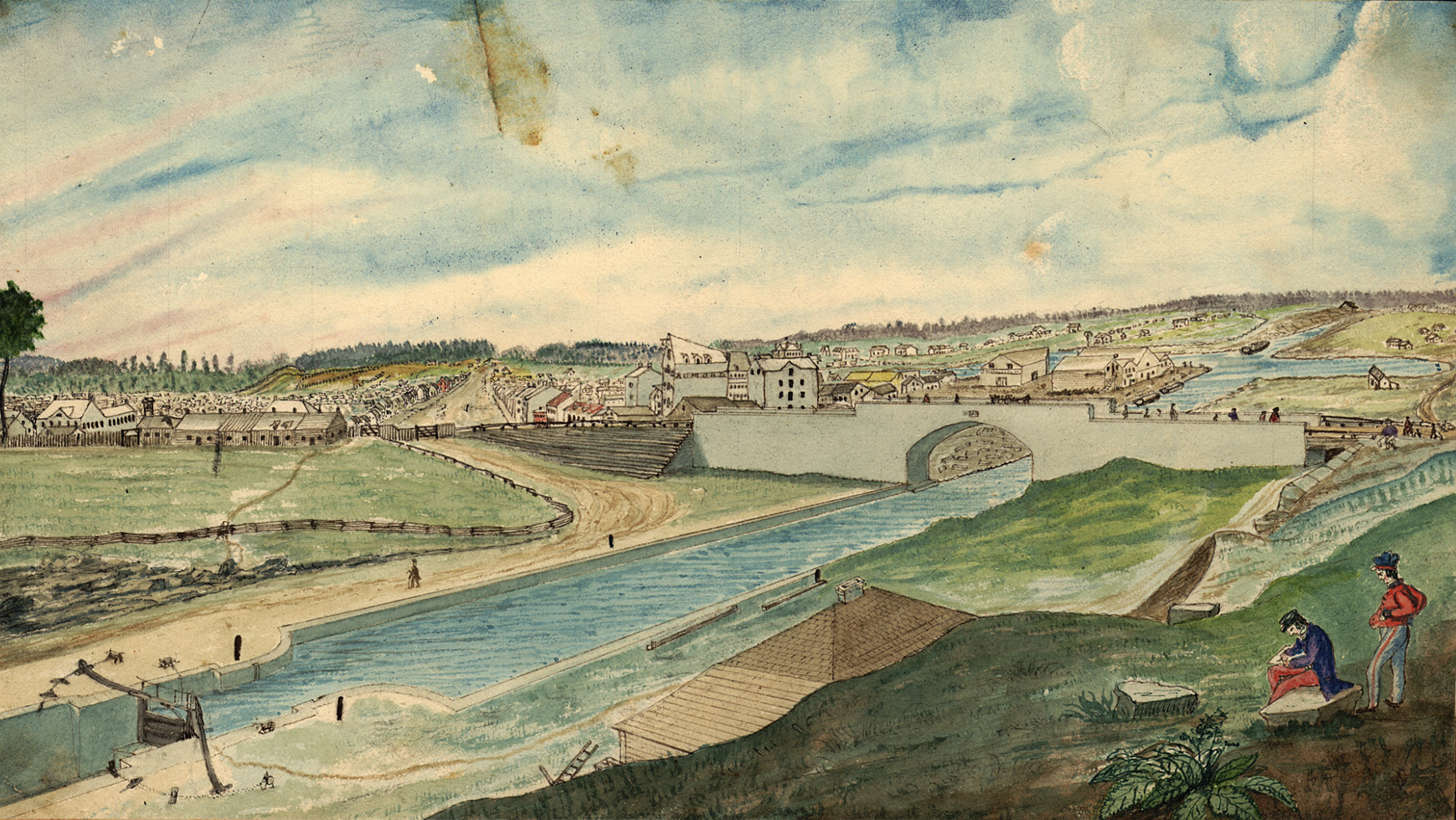
Peinture de 1845 du canal Rideau, du pont des sapeurs et de la basse ville par Thomas Burrowes

Corktown était une série de baraques le long de la section « Deep Cut » du canal Rideau à Ottawa qui avaient été érigées lors de sa construction par certains de ses ouvriers irlandais. De nombreux travailleurs sont venus sans le sou du comté de Cork en Irlande, d'où son nom. La colonisation des deux côtés du canal a été autorisée par le colonel By en raison de leur pauvreté désespérée et de leur incapacité à payer un loyer. Ces hommes, séparés des autres, avaient effectué une partie des travaux pénibles nécessaires à la construction du canal. Ils construisirent des cabanes en tourbe ou en rondins le long de la rive boueuse et, peut-être sans autorisation, étendirent la colonie jusqu'au marais de la basse ville et aux rives de la rivière Rideau. Finalement, des femmes et des enfants se sont installés dans la région et ont vécu dans les quelque 150 maisons construites en 1829. Corktown disparut peu de temps après l'achèvement du canal, qui était en construction entre 1826 et 1832,.

## Héritage

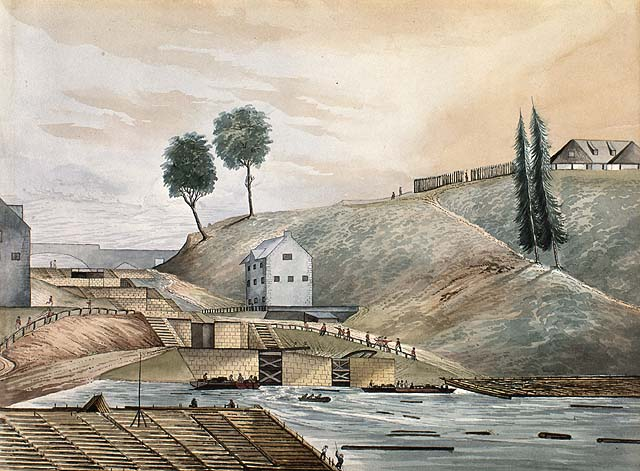
Le musée Bytown d'aujourd'hui tel qu'il apparaît dans une peinture de 1839 du canal Rideau

- Bytown est toujours un surnom pour Ottawa .
- Il y a un musée Bytown à Ottawa dans le plus ancien bâtiment en pierre de la ville, construit par Thomas McKay, contenant des objets datant de l'époque de Bytown.
- Un minéral de feldspath plagioclase riche en calcium et présent près d'Ottawa porte le nom de Bytownite.
- Un des plus anciens cinémas d'Ottawa porte le nom de cinéma ByTowne.
- Le canal Rideau existe toujours et une grande partie ressemble beaucoup à ce qu'il était à l'origine et c'est un site patrimonial.
- La passerelle de Corktown a été ouverte le 21 septembre 2006, en l'honneur des sacrifices consentis par les colons irlandais lors de la construction du canal Rideau[22].
- La maison du colonel By était située dans le parc Majors Hill ; aujourd'hui, un monument se dresse à son emplacement. À cet endroit, non signalés, se trouvent deux gros morceaux du pont des Sapeurs.